# Sticky & Sweet Tour
Sticky & Sweet Tour（スティッキー・アンド・スゥイート・ツアー）は、2008年8月23日から2009年9月2日まで開催されたマドンナの通算8度目のコンサート・ツアーである。

## 概要

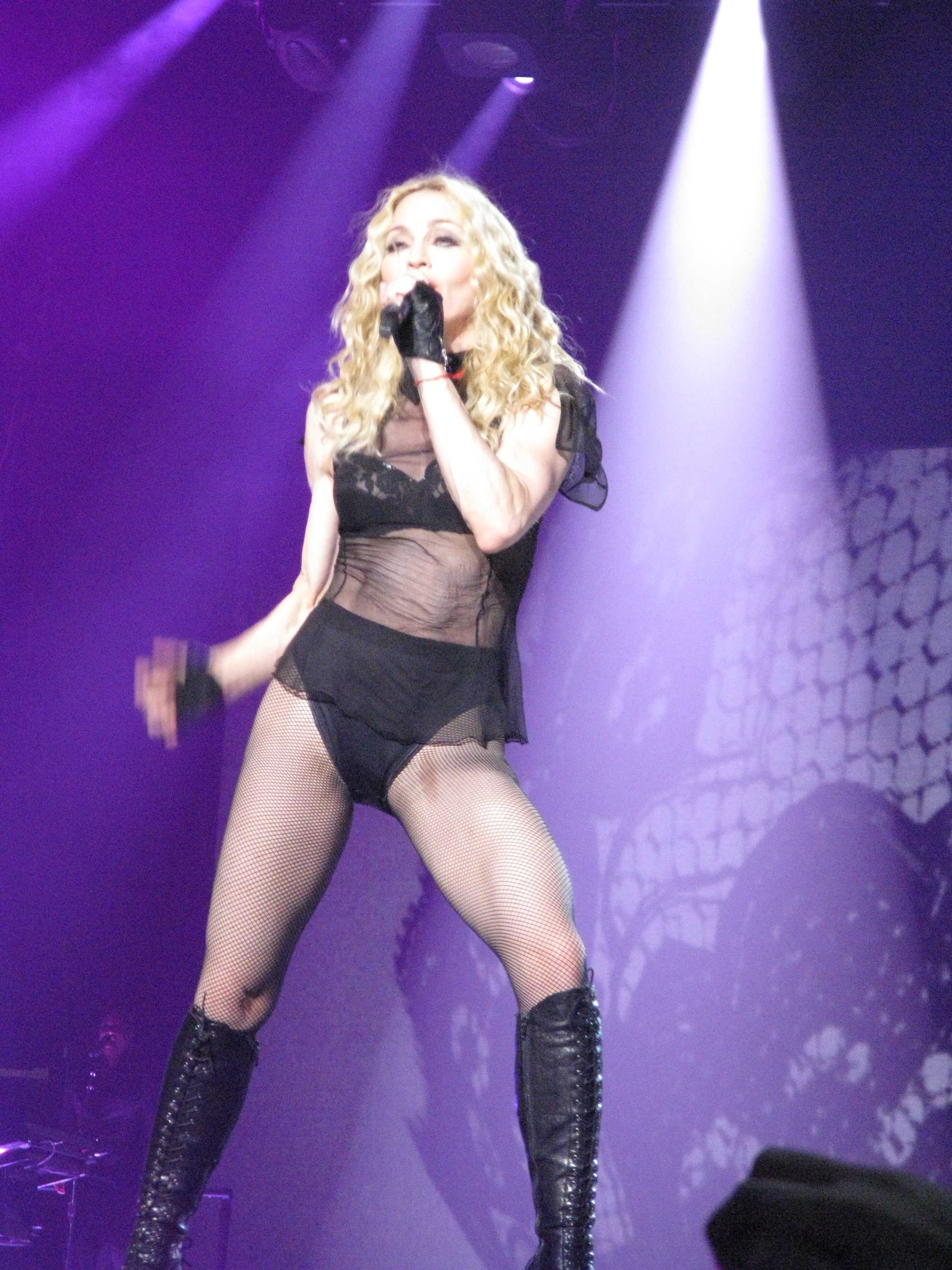
ニューヨーク公演

マドンナがライブ・ネイションに移籍して初のワールド・ツアーでもある。前半にあたる2008年8〜12月開催分は、欧米のこれまでも訪問した都市と南米を回った。ちなみに、南米でのコンサート開催は、1992年の『ザ・ガーリー・ショウ・ツアー』以来である。翌2009年1月には、後半の2009年7〜9月開催分が発表され、欧州のこれまでコンサートを開催したことのない国、都市を中心に回った。
2008年のツアーでは、日本人ダンサーはむつんサーブが6曲にわたって振り付けと出演を果たした。翌2009年のツアーには、Maho Udo（有働真帆、5曲）、Takahiro Ueno（上野隆博、3曲）が出演しているが、ケント・モリは前半、後半とも出演している。
2年に渡るロング・ツアーで、前回の『Confessions Tour』の興行収入記録を大幅に更新。歴代ソロアーティストのコンサート・ツアーとしては史上最高（当時）の4億800万ドルを稼ぎ出した。

## セットリスト
1. Candy Shop
2. Beat Goes On
スクリーン映像に、カニエ・ウェストが出演している。
ニューヨーク公演には楽曲のプロデューサーであるファレル・ウィリアムスがゲストとして登場した。
3. Human Nature
スクリーン映像にブリトニー・スピアーズが出演しており、ツアー前から大きな話題に。ロサンゼルス公演ではブリトニー本人が登場し、口パクながら決め文句の"It's Britney bitch"を披露した。
4. Vogue
メロディーに「4 Minutes」がサンプリングされており、ヒップホップ調のアレンジになっている。
5. Die Another Day (Remix) - Video Interlude
スクリーン映像では、女性ボクサーに扮するマドンナが出演している。
6. Into The Groove
マドンナは間奏部分でダブルダッチを披露している。
7. Heartbeat
8. Borderline
ツアーとしては1985年「Virgin Tour」以来の約23年ぶりの披露である。ロックヴァージョンにアレンジされている。
9. She's Not Me
10. Music
11. Rain (Remix) - Video Interlude
12. Devil Wouldn't Recognize You
13. Spanish Lesson
14. Miles Away
15. La Isla Bonita
16. Doli Doli (Dance Interlude)
17. You Must Love Me
アルゼンチン公演では、この曲の後に「Don't Cry For Me Argentia」が歌われた。両曲ともアルゼンチンの大統領夫人エバ・ペロンの生涯を描いたマドンナ主演のミュージカル映画「エビータ」のサントラに収録。
18. Get Stupid (Video Interlude)
米大統領選挙を意識し、共和党のマケイン候補とヒトラーなどを独裁者として並べた映像が話題に。なお、大統領選挙でオバマ候補が勝利した後は、マケインの映像はカットされたバージョンに変更になっている。
19. 4 Minutes
ロサンゼルス公演ではジャスティン・ティンバーレイクがゲスト出演。元恋人であるブリトニーとのニアミスが話題になった。
マイアミ公演ではプロデューサーのティンバランドがゲスト出演しラップを披露した。
20. Like a Prayer
21. Ray of Light
22. Hung Up
23. Give It 2 Me
ニューヨーク公演では、「Beat Goes On」に続きファレルが登場。

## 日程
| 日時               | 都市                         | 国             | 会場                                           | 前座                       | 観客数                        | 売上額       |
| Europe             | Europe                       | Europe         | Europe                                         | Europe                     | Europe                        | Europe       |
| ------------------ | ---------------------------- | -------------- | ---------------------------------------------- | -------------------------- | ----------------------------- | ------------ |
| August 23, 2008    | カーディフ                   | イギリス       | ミレニアム・スタジアム                         | N/A                        | 33,460 / 33,460               | $5,279,107   |
| August 26, 2008    | ニース                       | フランス       | スタッド・シャルル＝エルマン                   | ロビン                     | 41,483 / 41,483               | $4,381,242   |
| August 28, 2008    | ベルリン                     | ドイツ         | ベルリン・オリンピアシュタディオン             | ロビン                     | 47,368 / 47,368               | $6,048,086   |
| August 30, 2008    | チューリッヒ                 | スイス         | Dübendorf Military Airfield                    | ロビン                     | 70,314 / 70,314               | $11,093,631  |
| September 2, 2008  | アムステルダム               | オランダ       | アムステルダム・アレナ                         | ロビン                     | 50,588 / 50,588               | $6,717,734   |
| September 4, 2008  | デュッセルドルフ             | ドイツ         | エスプリ・アレーナ                             | ロビン                     | 35,014 / 35,014               | $4,650,327   |
| September 6, 2008  | ローマ                       | イタリア       | スタディオ・オリンピコ・ディ・ローマ           | ベニー・ベナッシ           | 57,690 / 57,690               | $5,713,196   |
| September 9, 2008  | フランクフルト・アム・マイン | ドイツ         | ヴァルトシュタディオン                         | ロビン                     | 39,543 / 39,543               | $6,020,706   |
| September 11, 2008 | ロンドン                     | イギリス       | ウェンブリー・スタジアム                       | ポール・オーケンフォールド | 73,349 / 73,349               | $11,796,540  |
| September 14, 2008 | リスボン                     | ポルトガル     | Parque da Bela Vista                           | ロビン                     | 75,000 / 75,000               | $6,295,068   |
| September 16, 2008 | セビリア                     | スペイン       | エスタディオ・オリンピコ・セビージャ           | ロビン                     | 47,712 / 59,258               | $4,874,380   |
| September 18, 2008 | バレンシア                   | スペイン       | バレンシア・サーキット                         | ロビン                     | 50,143 / 50,143               | $4,941,980   |
| September 20, 2008 | サン＝ドニ                   | フランス       | スタッド・ド・フランス                         | ボブ・サンクラー           | 138,163 / 138,163             | $17,583,211  |
| September 21, 2008 | サン＝ドニ                   | フランス       | スタッド・ド・フランス                         | ボブ・サンクラー           | 138,163 / 138,163             | $17,583,211  |
| September 23, 2008 | ウィーン                     | オーストリア   | Donauinsel                                     | ロビン                     | 57,002 / 57,002               | $8,140,858   |
| September 25, 2008 | ブドヴァ                     | モンテネグロ   | ジャズ・ビーチ                                 | ロビン                     | 47,524 / 47,524               | $3,463,063   |
| September 27, 2008 | アテネ                       | ギリシャ       | アテネ・オリンピックスタジアム                 | ロビン                     | 75,637 / 75,637               | $9,030,440   |
| North America      |                              |                |                                                |                            |                               |              |
| October 4, 2008    | イーストラザフォード         | アメリカ合衆国 | アイゾッド・センター                           | N/A                        | 16,896 / 16,896               | $2,812,250   |
| October 6, 2008    | ニューヨーク                 | アメリカ合衆国 | マディソン・スクエア・ガーデン                 | N/A                        | 61,586 / 61,586               | $11,527,375  |
| October 7, 2008    | ニューヨーク                 | アメリカ合衆国 | マディソン・スクエア・ガーデン                 | N/A                        | 61,586 / 61,586               | $11,527,375  |
| October 11, 2008   | ニューヨーク                 | アメリカ合衆国 | マディソン・スクエア・ガーデン                 | N/A                        | 61,586 / 61,586               | $11,527,375  |
| October 12, 2008   | ニューヨーク                 | アメリカ合衆国 | マディソン・スクエア・ガーデン                 | N/A                        | 61,586 / 61,586               | $11,527,375  |
| October 15, 2008   | ボストン                     | アメリカ合衆国 | TDガーデン                                     | N/A                        | 26,611 / 26,611               | $3,658,850   |
| October 16, 2008   | ボストン                     | アメリカ合衆国 | TDガーデン                                     | N/A                        | 26,611 / 26,611               | $3,658,850   |
| October 18, 2008   | トロント                     | カナダ         | エア・カナダ・センター                         | N/A                        | 34,324 / 34,324               | $6,356,171   |
| October 19, 2008   | トロント                     | カナダ         | エア・カナダ・センター                         | N/A                        | 34,324 / 34,324               | $6,356,171   |
| October 22, 2008   | モントリオール               | カナダ         | ベル・センター                                 | N/A                        | 34,301 / 34,301               | $5,391,881   |
| October 23, 2008   | モントリオール               | カナダ         | ベル・センター                                 | N/A                        | 34,301 / 34,301               | $5,391,881   |
| October 26, 2008   | シカゴ                       | United States  | ユナイテッド・センター                         | N/A                        | 30,968 / 30,968               | $5,777,490   |
| October 27, 2008   | シカゴ                       | United States  | ユナイテッド・センター                         | N/A                        | 30,968 / 30,968               | $5,777,490   |
| October 30, 2008   | バンクーバー                 | Canada         | BCプレイス・スタジアム                         | N/A                        | 52,712 / 52,712               | $5,389,762   |
| November 1, 2008   | オークランド                 | アメリカ合衆国 | オラクル・アリーナ                             | N/A                        | 28,198 / 28,198               | $4,964,765   |
| November 2, 2008   | オークランド                 | アメリカ合衆国 | オラクル・アリーナ                             | N/A                        | 28,198 / 28,198               | $4,964,765   |
| November 4, 2008   | サンディエゴ                 | アメリカ合衆国 | ペトコ・パーク                                 | ポール・オーケンフォールド | 35,743 / 35,743               | $5,097,515   |
| November 6, 2008   | ロサンゼルス                 | アメリカ合衆国 | ドジャー・スタジアム                           | ポール・オーケンフォールド | 43,919 / 43,919               | $5,858,730   |
| November 8, 2008   | ラスベガス                   | アメリカ合衆国 | MGMグランド・ガーデン・アリーナ                | N/A                        | 29,157 / 29,157               | $8,397,640   |
| November 9, 2008   | ラスベガス                   | アメリカ合衆国 | MGMグランド・ガーデン・アリーナ                | N/A                        | 29,157 / 29,157               | $8,397,640   |
| November 11, 2008  | デンバー                     | アメリカ合衆国 | ペプシ・センター                               | N/A                        | 23,501 / 23,501               | $4,434,020   |
| November 12, 2008  | デンバー                     | アメリカ合衆国 | ペプシ・センター                               | N/A                        | 23,501 / 23,501               | $4,434,020   |
| November 16, 2008  | ヒューストン                 | アメリカ合衆国 | ミニッツメイド・パーク                         | N/A                        | 41,498 / 41,498               | $5,170,100   |
| November 18, 2008  | デトロイト                   | アメリカ合衆国 | フォード・フィールド                           | N/A                        | 30,119 / 30,119               | $2,395,900   |
| November 20, 2008  | フィラデルフィア             | アメリカ合衆国 | ワコビア・センター                             | N/A                        | 13,790 / 13,790               | $2,318,530   |
| November 22, 2008  | アトランティックシティ       | アメリカ合衆国 | ボードウォーク・ホール                         | N/A                        | 13,293 / 13,293               | $3,321,000   |
| November 24, 2008  | アトランタ                   | アメリカ合衆国 | フィリップス・アリーナ                         | N/A                        | 14,843 / 14,843               | $2,632,952   |
| November 26, 2008  | マイアミガーデンズ           | アメリカ合衆国 | ドルフィン・スタジアム                         | ポール・オーケンフォールド | 47,998 / 47,998               | $6,137,030   |
| November 29, 2008  | メキシコシティ               | メキシコ       | フォロ・ソル                                   | ポール・オーケンフォールド | 104,270 / 104,270             | $10,428,743  |
| November 30, 2008  | メキシコシティ               | メキシコ       | フォロ・ソル                                   | ポール・オーケンフォールド | 104,270 / 104,270             | $10,428,743  |
| South America      |                              |                |                                                |                            |                               |              |
| December 4, 2008   | ブエノスアイレス             | アルゼンチン   | リーベル・プレート・スタジアム                 | ポール・オーケンフォールド | 263,693 / 263,693             | $18,274,292  |
| December 5, 2008   | ブエノスアイレス             | アルゼンチン   | リーベル・プレート・スタジアム                 | ポール・オーケンフォールド | 263,693 / 263,693             | $18,274,292  |
| December 7, 2008   | ブエノスアイレス             | アルゼンチン   | リーベル・プレート・スタジアム                 | ポール・オーケンフォールド | 263,693 / 263,693             | $18,274,292  |
| December 8, 2008   | ブエノスアイレス             | アルゼンチン   | リーベル・プレート・スタジアム                 | ポール・オーケンフォールド | 263,693 / 263,693             | $18,274,292  |
| December 10, 2008  | サンティアゴ                 | チリ           | エスタディオ・ナシオナル・デ・チリ             | N/A                        | 146,242 / 146,242             | $11,385,499  |
| December 11, 2008  | サンティアゴ                 | チリ           | エスタディオ・ナシオナル・デ・チリ             | N/A                        | 146,242 / 146,242             | $11,385,499  |
| December 14, 2008  | リオデジャネイロ             | ブラジル       | エスタジオ・ド・マラカナン                     | ポール・オーケンフォールド | 107,000 / 107,000             | $7,322,269   |
| December 15, 2008  | リオデジャネイロ             | ブラジル       | エスタジオ・ド・マラカナン                     | ポール・オーケンフォールド | 107,000 / 107,000             | $7,322,269   |
| December 18, 2008  | サンパウロ                   | ブラジル       | エスタジオ・ド・モルンビー                     | ポール・オーケンフォールド | 196,656 / 196,656             | $15,462,185  |
| December 20, 2008  | サンパウロ                   | ブラジル       | エスタジオ・ド・モルンビー                     | ポール・オーケンフォールド | 196,656 / 196,656             | $15,462,185  |
| December 21, 2008  | サンパウロ                   | ブラジル       | エスタジオ・ド・モルンビー                     | ポール・オーケンフォールド | 196,656 / 196,656             | $15,462,185  |
| Europe & Asia      |                              |                |                                                |                            |                               |              |
| July 4, 2009       | ロンドン                     | イギリス       | O2アリーナ                                     | ポール・オーケンフォールド | 27,464 / 27,464               | $5,873,149   |
| July 5, 2009       | ロンドン                     | イギリス       | O2アリーナ                                     | ポール・オーケンフォールド | 27,464 / 27,464               | $5,873,149   |
| July 7, 2009       | マンチェスター               | イギリス       | マンチェスター・イヴニング・ニュース・アリーナ | ポール・オーケンフォールド | 13,457 / 13,457               | $2,827,517   |
| July 9, 2009       | パリ                         | フランス       | パレ・オムニスポール・ド・パリ・ベルシー       | ポール・オーケンフォールド | 15,806 / 15,806               | $2,306,551   |
| July 11, 2009      | Werchter                     | ベルギー       | Werchter Festival Park                         | ポール・オーケンフォールド | 68,434 / 68,434               | $7,190,295   |
| July 14, 2009      | ミラノ                       | イタリア       | スタディオ・ジュゼッペ・メアッツァ             | ポール・オーケンフォールド | 55,338 / 55,338               | $6,507,798   |
| July 16, 2009      | ウーディネ                   | イタリア       | スタディオ・フリウーリ                         | ポール・オーケンフォールド | 28,362 / 28,362               | $3,236,277   |
| July 21, 2009      | バルセロナ                   | スペイン       | エスタディ・オリンピック・リュイス・コンパニス | ポール・オーケンフォールド | 44,811 / 44,811               | $5,010,557   |
| July 23, 2009      | マドリード                   | スペイン       | エスタディオ・ビセンテ・カルデロン             | ポール・オーケンフォールド | 31,941 / 31,941               | $4,109,791   |
| July 25, 2009      | サラゴサ                     | スペイン       | Recinto de la Feria de Zaragoza                | ポール・オーケンフォールド | 30,940 / 30,940               | $2,015,381   |
| July 28, 2009      | オスロ                       | ノルウェー     | Valle Hovin                                    | ポール・オーケンフォールド | 79,409 / 79,409               | $10,481,500  |
| July 30, 2009      | オスロ                       | ノルウェー     | Valle Hovin                                    | ポール・オーケンフォールド | 79,409 / 79,409               | $10,481,500  |
| August 2, 2009     | サンクトペテルブルク         | ロシア         | 宮殿広場                                       | ポール・オーケンフォールド | 27,103 / 27,103               | $4,431,805   |
| August 4, 2009     | タリン                       | エストニア     | 歌謡祭グラウンド                               | ポール・オーケンフォールド | 72,067 / 72,067               | $5,924,839   |
| August 6, 2009     | ヘルシンキ                   | フィンランド   | Jätkäsaari                                     | ポール・オーケンフォールド | 85,354 / 85,354               | $12,148,455  |
| August 8, 2009     | ヨーテボリ                   | スウェーデン   | ウッレヴィ                                     | ポール・オーケンフォールド | 119,709 / 119,709             | $14,595,910  |
| August 9, 2009     | ヨーテボリ                   | スウェーデン   | ウッレヴィ                                     | ポール・オーケンフォールド | 119,709 / 119,709             | $14,595,910  |
| August 11, 2009    | コペンハーゲン               | デンマーク     | パルケン・スタディオン                         | ポール・オーケンフォールド | 48,064 / 48,064               | $6,709,250   |
| August 13, 2009    | プラハ                       | チェコ         | Chodov Natural Amphitheater                    | ポール・オーケンフォールド | 42,682 / 42,682               | $3,835,776   |
| August 15, 2009    | ワルシャワ                   | ポーランド     | Bemowo Airport                                 | ポール・オーケンフォールド | 79,343 / 79,343               | $6,526,867   |
| August 18, 2009    | ミュンヘン                   | ドイツ         | ミュンヘン・オリンピアシュタディオン           | ポール・オーケンフォールド | 35,127 / 35,127               | $3,655,403   |
| August 22, 2009    | ブダペスト                   | ハンガリー     | キンチェムパーク                               | ポール・オーケンフォールド | 41,045 / 41,045               | $3,920,651   |
| August 24, 2009    | ベオグラード                 | セルビア       | Ušće                                           | ポール・オーケンフォールド | 39,713 / 39,713               | $1,738,139   |
| August 26, 2009    | ブカレスト                   | ルーマニア     | Parc Izvor                                     | ポール・オーケンフォールド | 69,088 / 69,088               | $4,659,836   |
| August 29, 2009    | ソフィア                     | ブルガリア     | ヴァシル・レフスキ国立競技場                   | ポール・オーケンフォールド | 53,660 / 53,660               | $4,896,938   |
| September 1, 2009  | テルアビブ                   | イスラエル     | Hayarkon Park                                  | ポール・オーケンフォールド | 99,674 / 99,674               | $14,656,063  |
| September 2, 2009  | テルアビブ                   | イスラエル     | Hayarkon Park                                  | ポール・オーケンフォールド | 99,674 / 99,674               | $14,656,063  |
| TOTAL              | TOTAL                        | TOTAL          | TOTAL                                          | TOTAL                      | 3,545,899 / 3,557,445 (99.6%) | $407,713,266 |

## 録画・リリース
放送やDVD向けの録画は、ブエノスアイレス公演のエスタディオ・モヌメンタル・アントニオ・ベスプチオ・リベルティで行われた。テレビでの放送やDVD発売に先駆けて、日本では携帯電話向けのBeeTVでライブの一部が独占先行配信された。
DVD + CDの2枚組が2010年3月下旬から4月上旬にかけて各国で発売される。ライヴ・ネイションとのレコード契約の下で発売される最初の作品となるが、生産・流通は古巣のワーナー・ミュージック・グループが担当する。
海外ではBlu-ray Disc版も発売されるが、日本ではBDの発売は予定されていない。発売国によってBD単体版、BD+CD、BD+DVD+CDの形態がある模様。

### 曲目
CD
1. Candy Shop Medley
2. Beat Goes On Medley
3. Human Nature
4. Vogue
5. She's Not Me
6. Music
7. Devil Wouldn't Recognize You
8. Spanish Lesson
9. La Isla Bonita
10. You Must Love Me
11. Get Stupid Medley
12. Like A Prayer
13. Give It 2 Me

DVD / Blu-ray Disc
| 1. Intro: The Sweet Machine 2. Candy Shop Medley 3. Beat Goes On Medley 4. Human Nature 5. Vogue 6. Die Another Day 7. Into The Groove 8. Heartbeat 9. Borderline 10. She's Not Me 11. Music 12. Rain / Here Comes The Rain Again 13. Devil Wouldn't Recognize You 14. Spanish Lesson | 1. Miles Away 2. La Isla Bonita Medley 3. Me Darava / Doli Doli 4. You Must Love Me 5. Don't Cry For Me Argentina 6. Get Stupid Medley 7. 4 Minutes 8. Like A Prayer 9. Ray Of Light 10. Like A Virgin 11. Hung Up Medley 12. Give It 2 Me BONUS FOOTAGE 13. Behind-The-Scenes - 約30分のメイキング映像 |